# پلاسجان
پلاسجان رودخانه ای در غرب استان اصفهان است.
این رود از به هم پیوستن دو شاخهٔ اصلی تشکیل می‌شود. یک شاخه به نام رود شهرستان فریدونشهر از چشمه لنگان روستای سیبک شهرستان فریدونشهر و چشمه سراب درشهر فریدون‌شهر سرچشمه می‌گیرد و شاخهٔ دوم نیز رود بوئین است که از افوس در شهرستان بوئین میاندشت سرچشمه می‌گیرد. محل به هم پیوستن آب این چشمه‌ها در حوالی روستای صادقیه (فریدون‌شهر) است.
این رود پس از عبور از چند روستا در شهرستان‌های فریدون‌شهر و فریدن در نهایت به شهرستان چادگان رسیده و در نزدیکی روستای مشهدکاوه به زاینده رود می‌ریزد.
این رود منبع آبی اصلی کشاورزی این منطقه شده‌است و زمین‌های کشاورزی و دامپروری مناسبی را در حاشیه رودخانه پدیدآورده است.
طبیعت زیبای رودخانه پلاسجان به ویژه در منطقه چَم‌آقا در مشهدکاوه سالیانه تعداد زیادی از گردشگران را به سمت خود جذب می‌کند.